# Сафаров Сангак Муродович
Сангак Муродович Сафаров, тадж. Сангак Муродович Сафаров (1 січня 1928 , Шугнов, Ховалінзька нохія  — 29 березня 1993 , Бахтарська нохія, Хатлонський вілоят ) — таджицький військовик і воєначальник, один із лідерів Народного фронту Таджикистану під час громадянської війни. Також відомий як Бобо Сангак. Хоча він і не займав високих посад в уряді, деякий час багато хто вважав його фактичним лідером Таджикистану через його вагу в Народному фронті.

## Життєпис
Народився 1 січня 1928 року в селі Дангара у родині кулябських таджиків. Батька було репресовано радянською владою 1935 року, старшого брата розстріляно 1939 року, двоє молодших братів померли від голоду. 1951 року Сафарова засудили до року позбавлення волі за викрадення автомобіля, 1957 року — за смертельний наїзд на пішохода. Після звільнення Сафаров працював барменом в центральному парку Душанбе, 1964 року вбив чеченського рекетира, після чого провів у в'язниці 23 роки.

## Громадянська війна
У червні 1992 року Сафаров брав участь у громадянській війні в Таджикистані, ставив на меті відновити констутиційний лад у країні. Йому на той час було 63 роки. Його прихильники підняли збройне повстання в Кулябі.
До приходу Бобої Сангака до керівництва польовими командирами Народного фронту Таджикистану боротьба з опозицією не мала особливого успіху. Приїхавши до Курган-Тюбе, Сафаров почав об'єднувати дрібні озброєні групи у Вахському, Бохтарському районах та Курган-Тюбе", що дозволило переламати перебіг громадянської війни. Сафаров брав участь у боях в Кулябі і намагався наступати на Душанбе, де того часу закріпилася опозиція. Його також звинувачували у вбивстві колишнього лідера Таджикистану Кадриддіна Аслонова у листопаді 1992 року та голови Кулябського обласного виконкому Джієнхона Різоєва.
28 липня 1992 року було оголошено про припинення вогню, але Сафаров заявив, що його люди не складуть зброї, поки опозиційний уряд не піде у відставку. У вересні Сафаров за підтримки полковника російського спецназу та офіцера військової розвідки Володимира Квачкова почав наступ на Душанбе. У Кулябі загони Сафарова чинили найбільший тиск на Об'єднану таджицьку опозицію, і на початку жовтня його сили захопили столицю.
Йому також приписують організацію вбивства колишнього президента Таджикистану Кадріддіна Аслонова в листопаді 1992 року . Після 16-ї сесії Верховної ради країни Сафаров не отримав офіційної посади, залишившись лідером Народного фронту. Водночас він мав необмежену владу, оскільки багато членів уряду боялися Народного фронту та його впливу.

## Смерть
Сафаров загинув за загадкових обставин, його було вбито 30 березня 1993 року разом із Файзалі Саїдовим після збройної сутички в будинку Саїдова.
Увечері 29 березня 1993 року до будинку Саїдова приїхав Сафаров з трьома охоронцями та водієм. Водій чекав у машині, а охоронці, двоє з яких були племінниками Сангака, чекали у дворі будинку. Саїдов того дня відпустив свою охорону, що складалася з 30 осіб та двох БТР. Біля Саїдова лишився лише особистий охоронець Солібой Зокіров. Близько другої ночі обоє вийшли прощатися на вулицю, після чого прозвучало три постріли і кілька автоматних черг. Саїдова, Сафарова, всіх охоронців Сафарова було вбито, Зокірова було поранено.
За даними міліції, між ними сталася сутичка щодо долі таджицьких біженців в Афганістані, після чого вони вбили один одного. Згідно з іншою теорією, вони обидва були вбиті урядовими силами. Національний уряд оголосив надзвичайний стан після їх смерті.
31 березня оголошено днем жалоби. Сафарова поховали в Кулябі Хатлонської області. На похоронах були присутні голова Верховної Ради Емомалі Рахмонов і прем'єр-міністр Абдумалік Абдулладжанов.

## Особисте життя
Перший шлюб Сафарова був з осетинкою Тонею, від якої народився син Ігор. 1978 року, після звільнення з в'язниці, одружився з 17-річною таджичкою, яка народила 4 дочок і 4 синів. Третьою дружиною стала медсестра Мехрі 1992 року.

## Спадщина
Послідовники називали Сафарова вождем. Сафарова також називали різником. Опозиційний журналіст Тимур Кличов стверджував, що Сафаров, увійшовши до села, поклявся «знищити всіх чоловіків із Гарму, а жінок зробити рабами».
Таджицьке вище військове училище носило ім'я Сафарова. 2002 року його було перейменовано на Військовий інститут Міністерства оборони.
- Нурмахмад Сафаров — син